# José Carlos de Nardi
José Carlos de Nardi GCMM (Farroupilha, 6 de janeiro de 1944) é um General de Exército brasileiro, atualmente na reserva. Foi chefe do Estado-Maior Conjunto das Forças Armadas, além de Comandante Militar do Sul e do Oeste.

## Carreira Militar
Ingressou nas fileiras do Exército Brasileiro em 1961, sendo declarado Aspirante a Oficial de Artilharia pela Academia Militar das Agulhas Negras em 1967.
Em 1984 e 1985, foi oficial de Estado-Maior da 8.ª Brigada de Infantaria Motorizada, em Pelotas. Depois, instrutor da Escola de Aperfeiçoamento de Oficiais no Rio de Janeiro em 1986 e 1987. Também foi oficial do Gabinete do Ministro do Exército em Brasília por 2 períodos (1988-1990 e 1995-1996).
Como Coronel, foi comandante do 3.º Grupo de Artilharia Antiaérea. em Caxias do Sul, em 1991 e 1992, e adido militar junto à Embaixada do Brasil no Chile, em 1994 e 1995.
Foi promovido ao posto de general de brigada combatente em 1998. Como Oficial General, comandou a Artilharia Divisionária da 6.ª Divisão de Exército, atual Comando de Artilharia do Exército, até fevereiro de 2000, quando foi nomeado subchefe do Estado-Maior de Defesa, atual Estado-Maior Conjunto das Forças Armadas. Exerceu também, interinamente, o cargo de subchefe de Operações do EMD. Em março de 2002, foi nomeado diretor do serviço militar brasileiro.
Em julho de 2002, foi promovido ao posto de general de divisão combatente, tornando-se secretário-geral do Exército. Em março de 2005, foi nomeado comandante da 6.ª Divisão de Exército.
Atingiu o posto máximo da carreira em novembro de 2006, quando foi promovido a general de exército. Na ocasião, assumiu o Comando Militar do Oeste (CMO), sediado em Mato Grosso do Sul, no período de 25 de novembro de 2006 a 19 de dezembro de 2007, permanecendo adido até 15 de fevereiro de 2008. Em dezembro de 2007, foi nomeado secretário de Logística, Mobilização, Ciência e Tecnologia do Ministério da Defesa.
Admitido à Ordem do Mérito Militar em 1990 no grau de Cavaleiro ordinário, Nardi foi promovido a Oficial em 1994, a Comendador em 1999, a Grande-Oficial em 2002 e a Grã-Cruz em 2006.
Em 22 de outubro de 2008, assumiu o Comando Militar do Sul, com sede em Rio Grande do Sul. Permaneceu no comando até 15 de março de 2010, quando entrou para a reserva.
Foi nomeado como primeiro chefe do Estado Maior Conjunto das Forças Armadas em 25 de agosto de 2010.
Em 7 de dezembro de 2015, a presidente Dilma Rousseff exonerou o General José Carlos de Nardi do comando do Estado-Maior Conjunto das Forças Armadas ao seu próprio pedido, sendo substituído pelo Almirante de Esquadra Ademir Sobrinho.

## Formação Acadêmica
- Curso de Formação de Oficiais de Artilharia (Aman – 1967),
- Curso de Economia (PUC-RS - 1973) – Bacharel,
- Curso de Aperfeiçoamento de Oficiais de Artilharia (Esao – 1977) / Mestre em Aplicações Militares,
- Curso de Comando e Estado-Maior (Eceme – 1982) – Doutor em Ciências Militares;
- Curso de Política, Estratégia e Alta Administração do Exército (Eceme – 1993)

## Principais cargos e funções
- Oficial de Estado-Maior e assistente do Comandante da 8ª Brigada de Infantaria Motorizada (Pelotas/RS- 1984-85);
- Instrutor da Escola de Aperfeiçoamento de Oficiais (Rio de Janeiro/RS – 1986-87);
- Oficial do Gabinete do Ministro do Exército (Brasília/DF – 1º período 1988-90 – 2º período 1995-96);
- Adido Militar à Embaixada Brasileira em Santiago/Chile (1994-95);
- Subchefe de Logística do Estado-Maior de Defesa (2000) – Ministério da Defesa;
- Representante brasileiro na reunião das Nações Unidas para criação das Forças Armadas do Timor Leste;
- Representante brasileiro no Estamento Militar da Comissão dos Países de Língua Portuguesa (CPLP);
- Secretário da Reunião de Ministros da Defesa da CPLP em Brasília (2001) e Lisboa (2002).
- Diretor do Serviço Militar do Exército Brasileiro (2002);
- Secretário Geral do Exército (2002);
- Presidente do Clube do Exército (2002);
- Secretário de Ensino, Logística, Mobilização, Ciência e Tecnologia – Ministério da Defesa (2008).